# ロッソ (モーリタニア)
ロッソ(روصو)はモーリタニアのトラルザ州の州都。
セネガルとの国境に位置する。
2013年の人口は5万1026人。
首都ヌアクショット、ヌアディブに次いで3番目に大きい。

## 歴史
フランスの統治下では、モーリタニアとセネガルは同じフランス領西アフリカに属していたが、独立後にセネガル川が両国の国境となったため、セネガル川北岸がロッソ・モーリタニア、南岸がロッソ・セネガルと、町は二国間に分断された。

## 交通
首都ヌアクショットとセネガルの首都ダカールを結ぶ交通の要所であり、セネガル川を渡るフェリーで対岸のセネガルと結ばれている。